# Broaden Your Mind
Broaden Your Mind (1968–1969) va ser una sèrie de televisió còmica britànica protagonitzada per Tim Brooke-Taylor i Graeme Garden, a qui es va unir Bill Oddie en la segona temporada. Entre els estrelles convidades hi havia Michael Palin, Terry Jones, Jo Kendall, Roland MacLeod i Nicholas McArdle. Va ser un dels primers programes de la BBC Two que es va emetre completament en color, que havia estat introduït a la xarxa televisiva un any abans.
Dirigida per Jim Franklin, la sèrie va ser una precursora de la sèrie de comèdia televisiva The Goodies (que en va prendre els títols inicials Narrow Your Mind.").
Els guionistes de la sèrie foren Tim Brooke-Taylor, Graeme Garden, Bill Oddie, Michael Palin, Terry Jones, John Cleese, Graham Chapman, Eric Idle, Terry Gilliam, Roland MacLeod, Marty Feldman, Barry Cryer, Barry Took, Jim Franklin, Simon Brett i Chris Stuart-Clark.
Broaden Your Mind era subtitulada 'an encyclopaedia of the air' i consistia en gran part en breus esquetxos. Tots els programes van ser esborrats per la BBC després de la seva primera emissió el 1968, i només sobreviuen un bon grapat de breus seqüències filmades, inclòs els esquetxos de Peelers, Turgonitis i "Ordinary Royal Family". Tots formaven part del cinquè episodi de la segona temporada, i es van incloure, restaurats digitalment, al llançament de DVD de Network en 2003, The Goodies At Last. Tanmateix, tots els programes sobreviuen com a enregistraments d'àudio fora d'antena realitzats per un fan en el moment de la transmissió original.